# Castello di Vagen
Il castello di Vagen sorge nella omonima località dell'Alta Baviera. Noto anche per essere la location della soap opera tedesca Tempesta d'amore, dove il castello è un albergo noto come Fürstenhof (in tedesco "Corte principesca").

## Storia
Il castello fu costruito nel 1768 dall'architetto Anton Vogt. Deve la sua forma attuale a uno dei suoi proprietari successivi, il conte Heinrich di Boos-Waldeck, il quale ha allargato considerevolmente il palazzo negli anni settanta dell'Ottocento. Le cascate di acqua nello Schlossgarten (il Giardino del castello) sono sempre opera del costruttore Anton Vogt. Il palazzo è stato rinnovato ampiamente dai proprietari attuali nel 1995.

## Nella fiction
Il castello di Vagen, settecentesca residenza di una nobile e antica famiglia tedesca, nei pressi di Monaco di Baviera, fa da sfondo alle scene girate in esterni della soap. Le scene interne invece sono girate negli studi della Bavaria Film, dove è stato ricostruito l'albergo.

### Storia iniziale
Il Fürstenhof un tempo apparteneva a Ludwig Saalfeld.  Ha ottenuto il castello attraverso una frode di Erich von Weyersbrunn (sarà rivelato nella stagione 9).  Dopo la sua morte, sua figlia Charlotte ereditò l'intero hotel che al momento del suo matrimonio con Werner, quest'ultimo riceve il 50%.

### Azionisti attuali in Germania
(Puntata 3696)
- 50% Ariane Kalenberg
- 40% Werner Saalfeld (20% proprie + 20% di Robert Saalfeld amministrate)
- 10% Christoph Saalfeld

### Azionisti attuali in Italia
(Puntata 3480)
- 50% Ariane Kalenberg
- 30% Werner Saalfeld
- 20% Robert Saalfeld
- 10% Tim Saalfeld

### Azionisti precedenti nelle puntate italiane e tedesche
- Charlotte Saalfeld
- Alexander Saalfeld
- Elisabeth Gruber †
- Barbara von Heidenberg †
- Leonie Preisinger
- Joshua Obote †
- Samia Bergmeister
- Johann Gruber
- Felix Saalfeld
- Rosalie Engel, (acquistate sotto copertura da Urs Grosswihler)
- Cosima Saalfeld †
- Götz Zastrow †
- Lena Zastrow (brevemente)
- Markus Zastrow (brevemente)
- Doris van Norden
- Friedrich Stahl †
- Pauline Stahl
- Patrizia Dietrich †
- Adrian Lechner
- Susan Newcombe (gestiva le azioni di suo figlio)
- Frederik Stahl † (sono state amministrate da Beatrice Stahl)
- Beatrice Stahl † (gestiva le azioni di suo figlio Frederik)
- Xenia Saalfeld †
- Joshua Winter
- Annabelle Sullivan
- Nadja Saalfeld † (gestito brevemente le azioni di Tim Saalfeld)
- Leonard Stahl (gestito brevemente le azioni di Werner Saalfeld)
- Gustav Sielmann (brevemente; prestanome di Ariane Kalenberg)
- Tim Saalfeld